# مکدونسکا کامنیکا
شهر مکدونسکا کامنیکا (به مقدونی: Македонска Каменица) با جمعیت  ۸٫۱۱۰   نفر  در استان شرق کشور جمهوری مقدونیه واقع شده‌است.